# Comuna de Biskupice
Biskupice (polaco: Gmina Biskupice) é uma gminy (comuna) na Polónia, na voivodia de Pequena Polónia e no condado de Wielicki.
De acordo com os censos de 2004, a comuna tem 8572 habitantes, com uma densidade 209,0 hab/km².

## Área
Estende-se por uma área de 41,0 km².

## Subdivisões
- Biskupice, Bodzanów, Jawczyce, Łazany, Przebieczany, Sławkowice, Sułów, Szczygłów, Tomaszkowice, Trąbki, Zabłocie, Zborówek.